# Ivan Patzaichin
Ivan Patzaichin (Crișan, 26 novembre 1949 – Bucarest, 5 settembre 2021) è stato un canoista rumeno.

## Biografia
Di origini lipovane, è l'atleta che ha vinto più medaglie olimpiche nella storia della Canoa: un oro a Città del Messico 1968, un oro e un argento in altre tre edizioni: Monaco di Baviera 1972, Mosca 1980 e Los Angeles 1984, per un totale di sette medaglie olimpiche. Vinse anche numerosi titoli mondiali. Dopo il ritiro fu messo a capo della nazionale del suo paese.
Ivan Patzaichin è morto nel 2021 per un tumore polmonare.

## Omaggi
Una statua che lo raffigura è posizionata davanti all'ingresso dello stadio della Dinamo Bucarest.

## Palmarès
- Olimpiadi
  - Città del Messico 1968: oro nel C2 1000 m.
  - Monaco di Baviera 1972: oro nel C1 1000 m e argento nel C2 1000 m.
  - Mosca 1980: oro nel C2 1000 m e argento nel C2 500 m.
  - Los Angeles 1984: oro nel C2 1000 m e argento nel C2 500 m.
- Mondiali
  - 1970: oro nel C2 1000 m.
  - 1971: argento nel C2 1000 m e bronzo nel C1 500 m.
  - 1973: oro nel C1 1000 m e bronzo nel C1 500 m.
  - 1974: bronzo nel C1 500 m, C1 1000 m e C1 10000 m.
  - 1975: argento nel C1 1000 m.
  - 1977: oro nel C1 1000 m e bronzo nel C1 10000 m.
  - 1978: oro nel C1 10000 m e bronzo nel C1 1000 m.
  - 1979: oro nel C2 500 m, bronzo nel C1 1000 m e C1 10000 m.
  - 1981: oro nel C2 1000 m e argento nel C2 10000 m.
  - 1982: oro nel C2 10000 m e bronzo nel C2 1000 m.
  - 1983: oro nel C2 1000 m e argento nel C2 10000 m.